# Чемпионат России по кёрлингу среди женщин 2008
16-й Чемпионат России по кёрлингу среди женщин 2008 проводился с 26—28 октября 2007 года (1-й круг группы «А», одновременно это был и розыгрыш Кубка России по кёрлингу среди женщин 2007) и 18 по 20 апреля 2008 года (2-й круг группы «А» и турнир группы «Б») в городе Москва. Чемпионат проводился в двух дивизионах — Высшая лига, группа «А» (8 команд) и Высшая лига, группа «Б» (8 команд).
Чемпионский титул выиграла команда «Москва» (скип Ольга Жаркова), серебряными призёрами стала команда «ЭШВСМ „Москвич“-1» (Москва; скип Людмила Прививкова). Бронзовые медали выиграла команда «Московская область» (Дмитров; скип Татьяна Смирнова).
Обладателями Кубка России среди женщин 2007 стала тоже команда «Москва» (скип Ольга Жаркова), второе место заняла команда «ЭШВСМ „Москвич“-1» (Москва; скип Людмила Прививкова), третье место — команда «Московская область» (Дмитров; скип Татьяна Смирнова).

## Высшая лига, группа «А»

### Составы команд
|    | Команда                      | Четвёртый (скип)   | Третий                | Второй              | Первый              | Запасной                            |
| -- | ---------------------------- | ------------------ | --------------------- | ------------------- | ------------------- | ----------------------------------- |
| А1 | Москва                       | Ольга Жаркова      | Нкеирука Езех         | Анна Сидорова       | Галина Арсенькина   | Ольга Зябликова                     |
| А2 | Московская область (Дмитров) | Татьяна Смирнова   | Татьяна Лукина        | Анастасия Скултан   | Юлия Сторожева      |                                     |
| А3 | СКА-1 (Санкт-Петербург)      | Яна Некрасова      | Наталья Эверт         | Яна Голобородько    | Светлана Фильчакова | Анастасия Яковлева                  |
| А4 | СКА-2 (Санкт-Петербург)      | Екатерина Лисицкая | Эльвира Гуляева       | Ольга Волохова      | Ирина Колесникова   | Анна Мыльникова, Арина Коптиева     |
| А5 | ЭШВСМ «Москвич»-1 (Москва)   | Людмила Прививкова | Екатерина Галкина     | Маргарита Фомина    | Илона Гришина       | Мария Горбоконь, Александра Саитова |
| А6 | ЭШВСМ «Москвич»-2 (Москва)   | Дарья Козлова      | Екатерина Антонова    | Маргарита Борисова  | Юлия Светова        | Анна Лобова                         |
| А7 | ШВСМ ЗВС (Санкт-Петербург)   | Ольга Воронова     | Анастасия Расхорошина | Екатерина Кошнурова | Екатерина Матвеева  | Мария Виноградова                   |
| А8 | ЮНИОН (Москва)               | Анастасия Борисова | Ксения Левицкая       | Маргарита Нестерова | Татьяна Плыкина     | Наталия Хвацкая                     |

### Групповой этап
|    | Команда (скип)                         | А1        | А2       | А3        | А4       | А5        | А6      | А7        | А8       | В  | П | Место |
| -- | -------------------------------------- | --------- | -------- | --------- | -------- | --------- | ------- | --------- | -------- | -- | - | ----- |
| А1 | Москва (Ольга Жаркова)                 | *         | 8:3 6:5  | 6:3 5:7   | 11:4 8:2 | 8:3 6:4   | 6:5 7:9 | 12:3 11:3 | 11:0 8:7 | 12 | 2 | 1     |
| А2 | Московская область (Татьяна Смирнова)  | 3:8 5:6   | *        | 8:7 4:6   | 12:4 5:4 | 5:6 1:9   | 6:7 4:6 | 8:1 9:7   | 8:7 10:4 | 7  | 7 | 3     |
| А3 | СКА-1 (Яна Некрасова)                  | 3:6 7:5   | 7:8 6:4  | *         | 8:9 6:5  | 3:10 10:4 | 9:6 5:8 | 8:9 6:8   | 7:3 7:2  | 7  | 7 | 3     |
| А4 | СКА-2 (Екатерина Лисицкая)             | 4:11 2:8  | 4:12 4:5 | 9:8 5:6   | *        | 2:7 5:3   | 8:2 7:5 | 9:4 7:8   | 5:7 3:8  | 6  | 8 | 5     |
| А5 | ЭШВСМ «Москвич»-1 (Людмила Прививкова) | 3:8 4:6   | 6:5 9:1  | 10:3 4:10 | 7:2 3:5  | *         | 6:5 5:6 | 15:5 4:6  | 9:8 9:8  | 8  | 6 | 2     |
| А6 | ЭШВСМ «Москвич»-2 (Дарья Козлова)      | 5:6 9:7   | 7:6 6:4  | 6:9 8:5   | 2:8 5:7  | 5:6 6:5   | *       | 4:6 8:3   | 6:8 5:6  | 6  | 8 | 6     |
| А7 | ШВСМ ЗВС (Ольга Воронова)              | 3:12 3:11 | 1:8 7:9  | 9:8 8:6   | 4:9 8:7  | 5:15 6:4  | 6:4 3:8 | *         | 7:6 4:6  | 5  | 9 | 7     |
| А8 | ЮНИОН (Анастасия Борисова)             | 0:11 7:8  | 7:8 4:10 | 3:7 2:7   | 7:5 8:3  | 8:9 8:9   | 8:6 6:5 | 6:7 6:4   | *        | 5  | 9 | 7     |

     Выходят в тай-брейк за 3-е место
     Выходят в тай-брейк за 7-е место (проигравший уходит в группу «Б», победитель выходит в стыковой матч со 2-м местом группы «Б»)

#### Тай-брейки за 3-е и 7-е места
|  | За 3-е место                          |                                       |                                       |                                       |                                       |                                       |                                       |                                       |                                       |   |
|  |                                       |                                       |                                       |                                       |                                       |                                       |                                       |                                       |                                       |   |
|  | Московская область (Татьяна Смирнова) | Московская область (Татьяна Смирнова) | Московская область (Татьяна Смирнова) | Московская область (Татьяна Смирнова) | Московская область (Татьяна Смирнова) | Московская область (Татьяна Смирнова) | Московская область (Татьяна Смирнова) | Московская область (Татьяна Смирнова) | Московская область (Татьяна Смирнова) | W |
|  | Московская область (Татьяна Смирнова) | Московская область (Татьяна Смирнова) | Московская область (Татьяна Смирнова) | Московская область (Татьяна Смирнова) | Московская область (Татьяна Смирнова) | Московская область (Татьяна Смирнова) | Московская область (Татьяна Смирнова) | Московская область (Татьяна Смирнова) | Московская область (Татьяна Смирнова) | W |
|  | СКА-1 (Яна Некрасова)                 | СКА-1 (Яна Некрасова)                 | СКА-1 (Яна Некрасова)                 | СКА-1 (Яна Некрасова)                 | СКА-1 (Яна Некрасова)                 | СКА-1 (Яна Некрасова)                 | СКА-1 (Яна Некрасова)                 | СКА-1 (Яна Некрасова)                 | СКА-1 (Яна Некрасова)                 | L |
|  | СКА-1 (Яна Некрасова)                 | СКА-1 (Яна Некрасова)                 | СКА-1 (Яна Некрасова)                 | СКА-1 (Яна Некрасова)                 | СКА-1 (Яна Некрасова)                 | СКА-1 (Яна Некрасова)                 | СКА-1 (Яна Некрасова)                 | СКА-1 (Яна Некрасова)                 | СКА-1 (Яна Некрасова)                 | L |

|  | За 7-е место               |                            |                            |                            |                            |                            |                            |                            |                            |   |
|  |                            |                            |                            |                            |                            |                            |                            |                            |                            |   |
|  | ШВСМ ЗВС (Ольга Воронова)  | ШВСМ ЗВС (Ольга Воронова)  | ШВСМ ЗВС (Ольга Воронова)  | ШВСМ ЗВС (Ольга Воронова)  | ШВСМ ЗВС (Ольга Воронова)  | ШВСМ ЗВС (Ольга Воронова)  | ШВСМ ЗВС (Ольга Воронова)  | ШВСМ ЗВС (Ольга Воронова)  | ШВСМ ЗВС (Ольга Воронова)  | L |
|  | ШВСМ ЗВС (Ольга Воронова)  | ШВСМ ЗВС (Ольга Воронова)  | ШВСМ ЗВС (Ольга Воронова)  | ШВСМ ЗВС (Ольга Воронова)  | ШВСМ ЗВС (Ольга Воронова)  | ШВСМ ЗВС (Ольга Воронова)  | ШВСМ ЗВС (Ольга Воронова)  | ШВСМ ЗВС (Ольга Воронова)  | ШВСМ ЗВС (Ольга Воронова)  | L |
|  | ЮНИОН (Анастасия Борисова) | ЮНИОН (Анастасия Борисова) | ЮНИОН (Анастасия Борисова) | ЮНИОН (Анастасия Борисова) | ЮНИОН (Анастасия Борисова) | ЮНИОН (Анастасия Борисова) | ЮНИОН (Анастасия Борисова) | ЮНИОН (Анастасия Борисова) | ЮНИОН (Анастасия Борисова) | W |
|  | ЮНИОН (Анастасия Борисова) | ЮНИОН (Анастасия Борисова) | ЮНИОН (Анастасия Борисова) | ЮНИОН (Анастасия Борисова) | ЮНИОН (Анастасия Борисова) | ЮНИОН (Анастасия Борисова) | ЮНИОН (Анастасия Борисова) | ЮНИОН (Анастасия Борисова) | ЮНИОН (Анастасия Борисова) | W |

«W» — победа, «L» — поражение (в источниках счёт матчей не указан, только кто кого победил)

## Высшая лига, группа «Б»

### Составы команд
|    | Команда                            | Четвёртый (скип)   | Третий              | Второй             | Первый          | Запасной                            |
| -- | ---------------------------------- | ------------------ | ------------------- | ------------------ | --------------- | ----------------------------------- |
| Б1 | Импульс (Москва)                   | Юлия Борисова      | Виктория Андреева   | Елена Биктимирова  | Ольга Никитина  | Алина Биктимирова, Надежда Лепезина |
| Б2 | Лесгафтовец (Санкт-Петербург)      | Светлана Яковлева  | Марина Коновалова   | Мария Рустамова    | Елена Ильиных   | Нина Овдиенко                       |
| Б3 | Московская область (Дмитров)       | Ольга Анохина      | Людмила Кондратенко | Елена Солодкая     | Надежда Лапшина | Надежда Порохова                    |
| Б4 | Сборная Ленинградской области      | Мария Малашина     | Анжелика Тимофеева  | Елена Ефимова      | Анна Долженко   | Анна Мельникова                     |
| Б5 | Сборная Москвы                     | Анна Антонюк       | Наталья Максюта     | Виктория Макаршина | Ольга Лаврова   | Татьяна Макеева                     |
| Б6 | СДЮСШОР «Юность-Метар» (Челябинск) | Ольга Журавлёва    | Антонина Редреева   | Дарья Ященко       | Елена Жучкова   | Анна Кунцева                        |
| Б7 | СКА-3 (Санкт-Петербург)            | Виктория Моисеева  | Мария Дуюнова       | Дарья Антонова     | Алёна Борисова  | Светлана Митрофанова                |
| Б8 | УОР-2 (Санкт-Петербург)            | Валентина Нарожная | Екатерина Ильиных   | Оксана Гертова     | Олеся Глущенко  |                                     |

### Групповой этап
|    | Команда (скип)                                 | Б1   | Б2   | Б3   | Б4   | Б5   | Б6   | Б7   | Б8   | В | П | Место |
| -- | ---------------------------------------------- | ---- | ---- | ---- | ---- | ---- | ---- | ---- | ---- | - | - | ----- |
| Б1 | Импульс (Юлия Борисова)                        | *    | 9:6  | 6:8  | 10:7 | 11:4 | 8:5  | 4:9  | 6:7  | 4 | 3 | 4     |
| Б2 | Лесгафтовец (Светлана Яковлева)                | 6:9  | *    | 8:7  | 7:6  | 4:8  | 12:5 | 2:10 | 5:9  | 3 | 4 | 5     |
| Б3 | Московская область (Ольга Анохина)             | 8:6  | 7:8  | *    | 9:5  | 1:11 | 6:5  | 1:10 | 4:7  | 3 | 4 | 6     |
| Б4 | Сборная Ленинградской области (Мария Малашина) | 7:10 | 6:7  | 5:9  | *    | 8:7  | 5:6  | 0:13 | 11:9 | 2 | 5 | 8     |
| Б5 | Сборная Москвы (Анна Антонюк)                  | 4:11 | 8:4  | 11:1 | 7:8  | *    | 10:2 | 5:4  | 3:9  | 4 | 3 | 2     |
| Б6 | СДЮСШОР «Юность-Метар» (Ольга Журавлёва)       | 5:8  | 5:12 | 5:6  | 6:5  | 2:10 | *    | 12:4 | 11:0 | 3 | 4 | 7     |
| Б7 | СКА-3 (Виктория Моисеева)                      | 9:4  | 10:2 | 10:1 | 13:0 | 4:5  | 4:12 | *    | 5:6  | 4 | 3 | 2     |
| Б8 | УОР-2 (Валентина Нарожная)                     | 7:6  | 9:5  | 7:4  | 9:11 | 9:3  | 0:11 | 6:5  | *    | 5 | 2 | 1     |

     Проходят в тай-брейк за 2-е место

#### Тай-брейк за 2-е место
|  | .                             |                               |                               |                               |                               |                               |                               |                               |                               |   |
|  |                               |                               |                               |                               |                               |                               |                               |                               |                               |   |
|  | СКА-3 (Виктория Моисеева)     | СКА-3 (Виктория Моисеева)     | СКА-3 (Виктория Моисеева)     | СКА-3 (Виктория Моисеева)     | СКА-3 (Виктория Моисеева)     | СКА-3 (Виктория Моисеева)     | СКА-3 (Виктория Моисеева)     | СКА-3 (Виктория Моисеева)     | СКА-3 (Виктория Моисеева)     | 8 |
|  | СКА-3 (Виктория Моисеева)     | СКА-3 (Виктория Моисеева)     | СКА-3 (Виктория Моисеева)     | СКА-3 (Виктория Моисеева)     | СКА-3 (Виктория Моисеева)     | СКА-3 (Виктория Моисеева)     | СКА-3 (Виктория Моисеева)     | СКА-3 (Виктория Моисеева)     | СКА-3 (Виктория Моисеева)     | 8 |
|  | Сборная Москвы (Анна Антонюк) | Сборная Москвы (Анна Антонюк) | Сборная Москвы (Анна Антонюк) | Сборная Москвы (Анна Антонюк) | Сборная Москвы (Анна Антонюк) | Сборная Москвы (Анна Антонюк) | Сборная Москвы (Анна Антонюк) | Сборная Москвы (Анна Антонюк) | Сборная Москвы (Анна Антонюк) | 6 |
|  | Сборная Москвы (Анна Антонюк) | Сборная Москвы (Анна Антонюк) | Сборная Москвы (Анна Антонюк) | Сборная Москвы (Анна Антонюк) | Сборная Москвы (Анна Антонюк) | Сборная Москвы (Анна Антонюк) | Сборная Москвы (Анна Антонюк) | Сборная Москвы (Анна Антонюк) | Сборная Москвы (Анна Антонюк) | 6 |

Команда СКА-3, заняв 2-е место в группе «Б», выходит на стыковой матч с командой ЮНИОН, занявшей 7-е место в группе «А», за право на следующем чемпионате играть в группе «А».

## Стыковой матч
Победитель в следующем году играет в группе «А», проигравший — в группе «Б».
|  | .                          |                            |                            |                            |                            |                            |                            |                            |                            |   |
|  |                            |                            |                            |                            |                            |                            |                            |                            |                            |   |
|  | ЮНИОН (Анастасия Борисова) | ЮНИОН (Анастасия Борисова) | ЮНИОН (Анастасия Борисова) | ЮНИОН (Анастасия Борисова) | ЮНИОН (Анастасия Борисова) | ЮНИОН (Анастасия Борисова) | ЮНИОН (Анастасия Борисова) | ЮНИОН (Анастасия Борисова) | ЮНИОН (Анастасия Борисова) | ? |
|  | ЮНИОН (Анастасия Борисова) | ЮНИОН (Анастасия Борисова) | ЮНИОН (Анастасия Борисова) | ЮНИОН (Анастасия Борисова) | ЮНИОН (Анастасия Борисова) | ЮНИОН (Анастасия Борисова) | ЮНИОН (Анастасия Борисова) | ЮНИОН (Анастасия Борисова) | ЮНИОН (Анастасия Борисова) | ? |
|  | СКА-3 (Виктория Моисеева)  | СКА-3 (Виктория Моисеева)  | СКА-3 (Виктория Моисеева)  | СКА-3 (Виктория Моисеева)  | СКА-3 (Виктория Моисеева)  | СКА-3 (Виктория Моисеева)  | СКА-3 (Виктория Моисеева)  | СКА-3 (Виктория Моисеева)  | СКА-3 (Виктория Моисеева)  | ? |
|  | СКА-3 (Виктория Моисеева)  | СКА-3 (Виктория Моисеева)  | СКА-3 (Виктория Моисеева)  | СКА-3 (Виктория Моисеева)  | СКА-3 (Виктория Моисеева)  | СКА-3 (Виктория Моисеева)  | СКА-3 (Виктория Моисеева)  | СКА-3 (Виктория Моисеева)  | СКА-3 (Виктория Моисеева)  | ? |

(результаты матча в источниках не найдены)

## Изменение системы розыгрыша чемпионата
После окончания турниров в группах «А» и «Б» на заседании Исполкома ФКР принято решение по системе розыгрыша чемпионата России следующего сезона. Команды, занявшие 1-10 места в прошедшем чемпионате страны (то есть 1—8 места в Высшей лиге группа «А» и 1—2 места в Высшей лиге группа «Б») будут выступать в чемпионате без участия в отборочных соревнованиях. Команды, занявшие в Высшей лиге-Б места с 3-го по 8-е, вместе с остальными командами, будут оспаривать право выступления в Высшей лиге-Б во всероссийских отборочных соревнованиях.
Таким образом, вне зависимости от результата стыкового матча (если он и проводился), команды ЮНИОН (скип Анастасия Борисова) и СКА-3 (скип Виктория Моисеева) в следующем чемпионате будут выступать в группе «А».

## Итоговая классификация

### Чемпионат России среди женщин 2008
| Место | Команда                            | Скип               | И  | В  | П  |
| ----- | ---------------------------------- | ------------------ | -- | -- | -- |
| 1     | Москва                             | Ольга Жаркова      | 14 | 12 | 2  |
| 2     | ЭШВСМ «Москвич»-1 (Москва)         | Людмила Прививкова | 14 | 8  | 6  |
| 3     | Московская область (Дмитров)       | Татьяна Смирнова   | 15 | 8  | 7  |
| 4     | СКА-1 (Санкт-Петербург)            | Яна Некрасова      | 15 | 7  | 8  |
| 5     | СКА-2 (Санкт-Петербург)            | Екатерина Лисицкая | 14 | 6  | 8  |
| 6     | ЭШВСМ «Москвич»-2 (Москва)         | Дарья Козлова      | 14 | 6  | 8  |
| 7     | ЮНИОН (Москва)                     | Анастасия Борисова | 15 | 6  | 9  |
| 8     | ШВСМ ЗВС (Санкт-Петербург)         | Ольга Воронова     | 15 | 5  | 10 |
| 9     | УОР-2 (Санкт-Петербург)            | Валентина Нарожная | 7  | 5  | 2  |
| 10    | СКА-3 (Санкт-Петербург)            | Виктория Моисеева  | 8  | 5  | 3  |
| 11    | Сборная Москвы                     | Анна Антонюк       | 8  | 4  | 4  |
| 12    | Импульс (Москва)                   | Юлия Борисова      | 7  | 4  | 3  |
| 13    | Лесгафтовец (Санкт-Петербург)      | Светлана Яковлева  | 7  | 3  | 4  |
| 14    | Московская область (Дмитров)       | Ольга Анохина      | 7  | 3  | 4  |
| 15    | СДЮСШОР «Юность-Метар» (Челябинск) | Ольга Журавлёва    | 7  | 3  | 4  |
| 16    | Сборная Ленинградской области      | Мария Малашина     | 7  | 2  | 5  |

     На следующем чемпионате переходят в турнир группы «А»

### Кубок России среди женщин 2007
| Место | Команда                      | Скип               | И | В | П |
| ----- | ---------------------------- | ------------------ | - | - | - |
| 1     | Москва                       | Ольга Жаркова      | 7 | 7 | 0 |
| 2     | ЭШВСМ «Москвич»-1 (Москва)   | Людмила Прививкова | 7 | 6 | 1 |
| 3     | Московская область (Дмитров) | Татьяна Смирнова   | 7 | 4 | 3 |
| 4     | СКА-2 (Санкт-Петербург)      | Екатерина Лисицкая | 7 | 3 | 4 |
| 5     | ШВСМ ЗВС (Санкт-Петербург)   | Ольга Воронова     | 7 | 3 | 4 |
| 6     | СКА-1 (Санкт-Петербург)      | Яна Некрасова      | 7 | 2 | 5 |
| 7     | ЮНИОН (Москва)               | Анастасия Борисова | 7 | 2 | 5 |
| 8     | ЭШВСМ «Москвич»-2 (Москва)   | Дарья Козлова      | 7 | 1 | 6 |